# Trou du Diable
Trou du Diable (que en francés quiere decir: Hoyo del diablo) es una cueva situada en St-Casimir, en la provincia de Quebec, al este de Canadá. Se localiza en el Sistema de CanMatrix.
El Trou du Diable en realidad una arroyo en la cual los últimos 980 metros son subterráneos, lo cual la hace la segunda más larga en Quebec. Es afluente del Rivière Ste-Anne, a unos cuatro kilómetros aguas arriba de San Casimiro.
Su punto más alto está a 6,8 metros de altura sobre el fondo de la cueva, y en algunos lugares los visitantes tienen que arrastrarse para seguir adelante.